# Raoul le Boucher
Raoul Musson dit Raoul le Boucher né le 15 janvier 1883 à Châtillon-sur-Loire et mort le 13 février 1907 à Nice était un lutteur de renommée internationale.

## Biographie
Il fut un lutteur professionnel célèbre, son affrontement avec Ivan Poddoubny a été relaté dans un film de 1957 : Le Lutteur et le Clown.

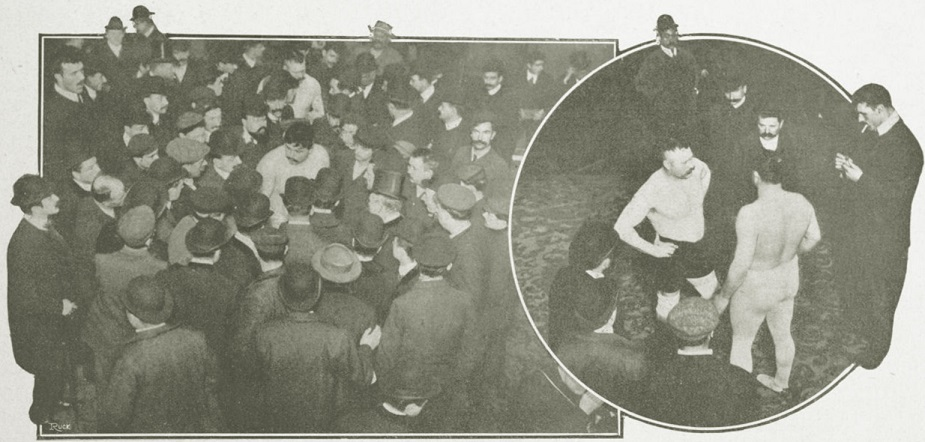
Préparation au combat Poddoubny/Le Boucher.

Il est à Paris à quatorze ans pour suivre des cours de l'école de Paul Pons, a commencé la lutte à haut niveau à seize ans au tournoi de Paris, se classait quatrième au championnat du monde de lutte de 1901. Il mesurait 1,86m pour 130 kilogrammes.

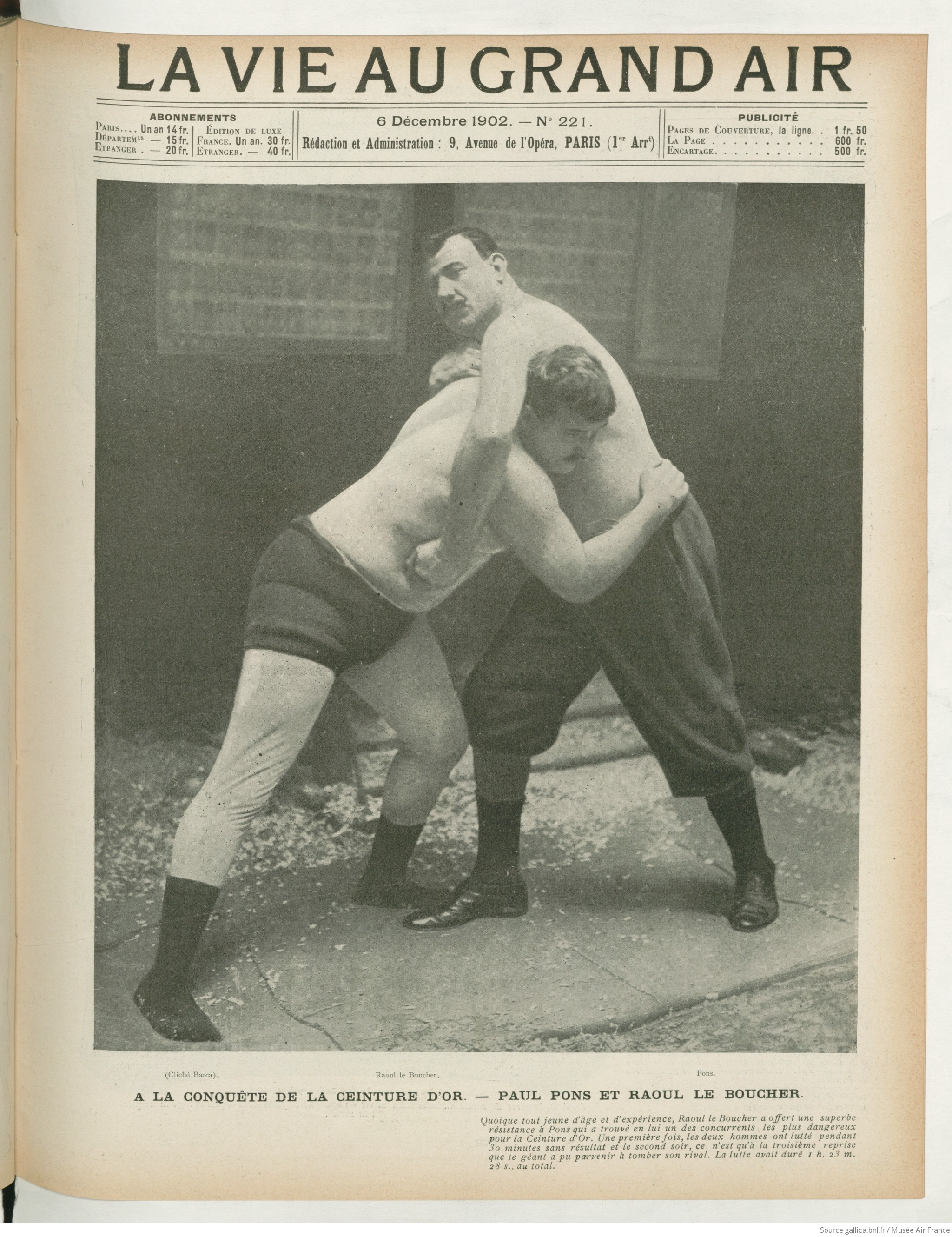
Paul Pons et Raoul in La Vie au grand air en 1902.
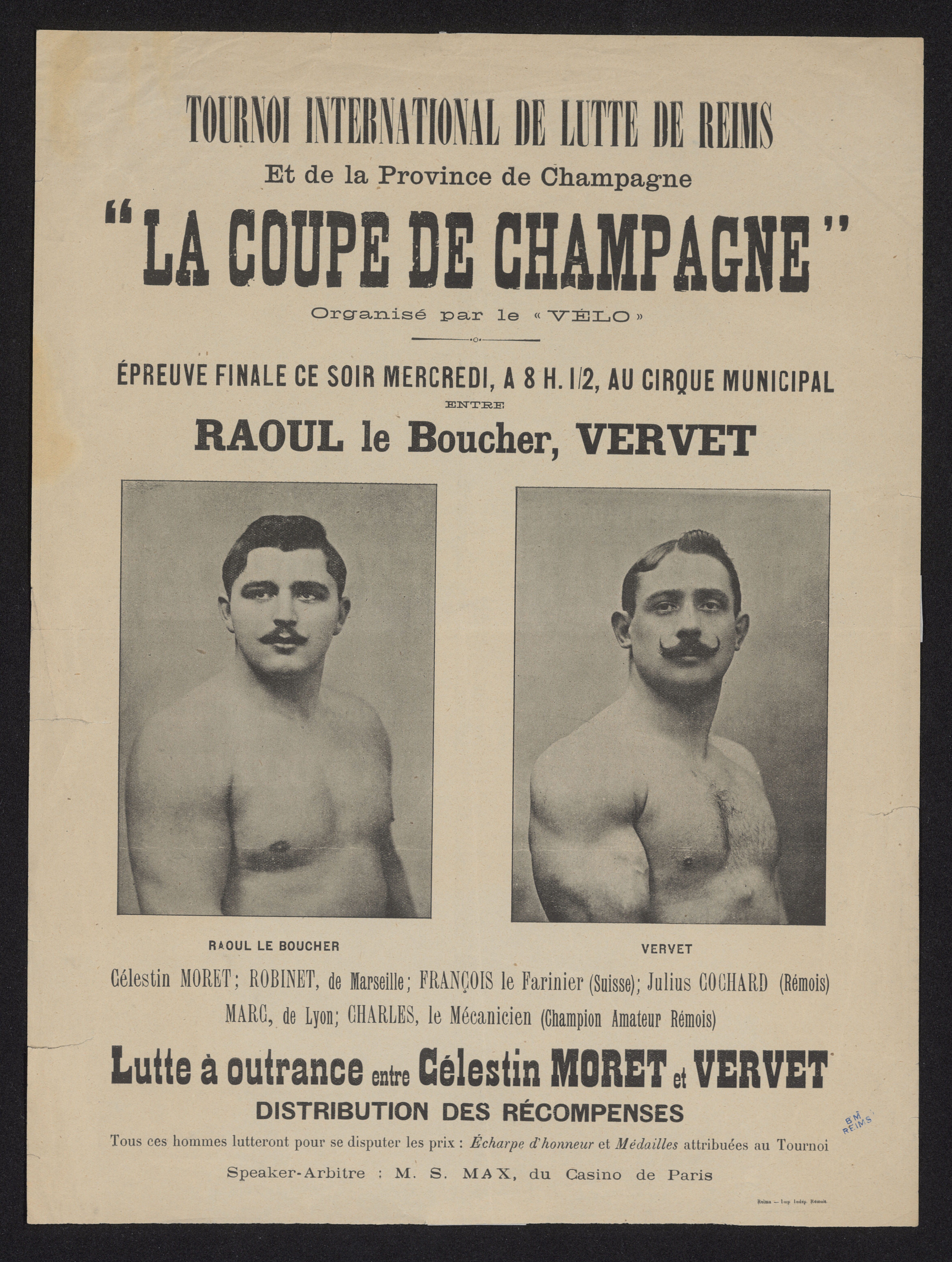
Lutte au Cirque de Reims contre Emile Vervet.